# 刺指小相手蟹
刺指小相手蟹（学名：Nanosesarma pontianacensis），舊屬方蟹科小相手蟹属，現從新分類作相手蟹科。为方蟹科小相手蟹属的动物。分布于加里曼丹岛、菲律宾、马来亚、新加坡以及中国大陆的海南岛等地，生活环境为海水，常栖息于半咸水地区红树林的泥滩沼泽中。